# Karl Radek
Karl Radek (rojen kot Karl Bernhardovič Sobelson), poljski komunist judovskega rodu, * 31. oktober 1885, Lvov, † 19. maj 1939, Verhnjeuralsk.
Radek je bil do aprila 1917 z Leninom v Zürichu in se nato z njim vrnil v Rusijo. Med letoma 1919 in 1923, ko je kot pripadnik partijske opozicije "kapituliral", član centralnega komiteja RKP(b); leta 1920 pa je postal član in sekretar Izvršnega komiteja Kominterne. Bil je tudi predavatelj in vodja Komunistične univerze delavcev vzhoda.
V obdobju Stalinovih čistk je bil leta 1937 obsojen na 10 let delovnega taborišča, kjer je bil čez 2 leti ubit.